# Rickie Lambert
Rickie Lee Lambert (født 16. februar 1982) er en tidligere engelsk fodboldspiller der senest spillede for Cardiff City. Han spillede desuden for blandt andet Southampton og Liverpool.
Lambert spillede 11 kampe og scorede tre mål for Englands landshold.